# (秘)女子高生 恍惚のアルバイト
『㊙女子高生 恍惚のアルバイト』（まるひじょしこうこうせい こうこつのあるばいと）は、1972年に公開された日本の映画である。監督は若松孝二。成人映画。東映ポルノの一作。
日本ポルノ界の大御所・若松孝二の映画で初めて邦画メジャー会社（東映）の配給ルートに乗った作品。若松は1970年末に「あまりに高踏的」と映画界から敬遠されていたが、同年3月にATGの配給で公開された『天使の恍惚』が高い評価を受けた。これを受け、当時東映ポルノを推進していた東映が本作を安く買いたたき、千葉真一主演・高桑信監督『麻薬売春Gメン』と吉田輝雄主演・石井輝男監督の『徳川女刑罰史』（再映）にくっつけ、三本立てで公開した。1972年8月12日に告知された同年9月以降の番組予定に本作は含まれていなかったことから、急遽買い上げたものと見られる。
タイトルについては、公開ギリギリまで『恍惚のエレジー』と告知されていたが、変更された。東映としては、かつて大学の映研に多大な影響力を持っていた若松を取り込み、新たな映画人口を狙った。また、若松としても東映系に乗るなら、捲土重来もあながち夢でないと考えたといわれる。若松は本作をきっかけとして、ピンク映画界から向井寛とともに、東映に低予算ポルノを供給した。翌1973年、同監督による『㊙女子高校生 課外サークル』が作成され、“マル秘女子高校生”シリーズ第2弾と銘打たれている。

## あらすじ
女子高校生が受験勉強中に教育ママゴンご指定の家庭教師に犯され、写真のモデルにされ、お決まりの売春に引きずり込まれ、性に目覚めた女子高校生は次々友人を誘い込み、トラブルを起こす。

## スタッフ
- 企画・監督 : 若松孝二
- 脚本 : 出口出（足立正生）
- 撮影 : 伊東英男
- 製作 ： 若松プロダクション
- 配給 ： 東映

## キャスト
- 加藤京子 : 早川みゆき
- 加藤良太郎 : 今泉洋
- 加藤花世 : 真湖道代
- 山崎健一 : 流龍人
- 少年 : 布川徹郎
- 少年 : 秋山ミチヲ
- 少年 : 黒内直
- 服部悦子 : 片川美津子
- 中西ルミ : 斉藤マチコ
- 河田徳子 : 水田ルミ子